# NGC 179
NGC 179 је елиптична галаксија у сазвежђу Кит која се налази на NGC листи објеката дубоког неба.
Деклинација објекта је - 17° 51' 0" а ректасцензија 0h 37m 46,3s. Привидна величина (магнитуда) објекта NGC 179 износи 13,2 а фотографска магнитуда 14,2. Налази се на удаљености од 87,672 милиона парсека од Сунца. NGC 179 је још познат и под ознакама ESO 540-7, MCG -3-2-26, PGC 2253.